# Dannii Minogue-diszkográfia
Ez a szócikk az ausztrál énekesnő Dannii Minogue diszkográfiája, amely 5. stúdióalbumot, 8. válogatásalbumot, 28. kislemezt, 23. videoklipet, és 5 videóalbumot tartalmaz. Minogue a 80-as évek elején az ausztrál televíziós tehetségkutató műsorban, a Young Talent Time-ban és a Home and Away című szappanoperában játszott szerepek miatt vált ismertté, majd a 90-es évek elején mint popénekesnő kezdte meg zenei karrierjét.
Ausztráliában és az Egyesült Királyságban korai sikerei között volt a "Love and Kisses" és a "Success" című dalok, valamint debütáló stúdióalbuma, a "Love and Kisses című, mely 1991 júniusában jelent meg az Egyesült Királyságban, és 1990 októberében Ausztráliában. Az album a 8. helyezett volt a brit albumlistán, és a Brit Hanglemezgyártók Szövetsége arany minősítéssel díjazta az eladott példányszámok alapján. Második stúdióalbuma, a "Get into You" című, mely 1993-ban jelent meg, nem volt olyan sikeres mint korábbi albuma.
A 90-es évek végén Minogue ismét feltört, és az "All I Wanna Do" című dallal az első számú brit táncslágerre tett szert. 2001-ben ismét visszatért a zenei életbe, és a Riva csapattal közösen elkészítette a "Who Do You Love Now?" című dalt, míg későbbi albuma a "Neon Nights" a 8. helyet érte el az Egyesült Királyságban. Az albumról három kislemezt jelentettek meg, köztük az "I Begin to Wonder" címűt, amely a 2. helyezezett lett a brit kislemezlistán.
Minogue zenei karrierje 2007 óta szünetel, csak elvétve adott ki dalokat, és inkább a televíziós karrierjére összpontosít a Project D divatkiadónak köszönhetően.

## Albumok

### Studióalbumok
| Cím                    | Album megjelenés                                                                                     | Legjobb slágerlistás helyezés | Legjobb slágerlistás helyezés | Legjobb slágerlistás helyezés | Legjobb slágerlistás helyezés | Legjobb slágerlistás helyezés | Legjobb slágerlistás helyezés | Legjobb slágerlistás helyezés | Legjobb slágerlistás helyezés | Díjak        |
| Cím                    | Album megjelenés                                                                                     | AUS                           | FRA                           | GER                           | IRE                           | NL                            | JPN                           | UK                            | US Dance                      | Díjak        |
| ---------------------- | --- | ----------------------------- | ----------------------------- | ----------------------------- | ----------------------------- | ----------------------------- | ----------------------------- | ----------------------------- | ----------------------------- | ------------ |
| Dannii Love and Kisses | - Megjelent: 1990.október 22. (AUS) 1991.június 3. (UK) - Label: Mushroom - Formátum: CD, MC, LP     | 24                            | —                             | —                             | —                             | —                             | —                             | 8                             | —                             | - BPI: Arany |
| Get into You           | - Megjelent: 1993. október 4. (UK) - Label: Mushroom, MCA - Formátum: CD, MC, LP                     | 53                            | —                             | —                             | —                             | —                             | —                             | 52                            | —                             |              |
| Girl                   | - Megjelent: 1997. szeptember 8.(UK) - Label: Eternal - Formátum: CD, MC                             | 69                            | —                             | —                             | —                             | —                             | —                             | 57                            | —                             |              |
| Neon Nights            | - Megjelent: 2003. március 17. - Label: London - Formátum: CD, LP, Digitális letöltés                | 17                            | 49                            | 66                            | 63                            | 65                            | 134                           | 8                             | 17                            | - BPI: Arany |
| Club Disco             | - Megjelent: 2007. november 5. (UK) - Label: All Around the World - Formátum: CD, Digitális letöltés | —                             | —                             | —                             | —                             | —                             | —                             | —                             | —                             |              |

### Válogatás albumok
| U.K. Remixes                                                           | - Megjelent: 1991. december 21. (JPN) - Labels: Mushroom, Alfa - Formátum: CD, CS           | —  | —  |
| The Singles                                                            | - Megjelent: 1998. november 3. (AUS) - Label: Mushroom - Formátum: CD, CS, DD               | —  | —  |
| The Remixes                                                            | - Megjelent: 1998. november 3. (AUS) - Label: Mushroom - Formátum: CD, CS, DD               | —  | —  |
| The Hits & Beyond                                                      | - Megjelent: 2006. június 19. (UK) - Label: All Around the World - Formátum: CD, CD/DVD, DD | 67 | 17 |
| Unleashed                                                              | - Megjelent: 2007. november 5.(AUS) - Labels: Rhino, Warner - Formátum: CD, DD              | —  | —  |
| The Early Years                                                        | - Megjelent: 2008. december 15. (UK) - Labels: Spectrum, Warner - Formátum: DD              | —  | —  |
| The 1995 Sessions                                                      | - Megjelent: 2009. december 7. (UK) - Labels: Palare, Cargo - Formátum: CD, DD              | —  | —  |
| This Is It: The Very Best Of                                           | - Megjelent: 2013. augusztus 23. (AUS) - Label: Warner - Formátum: CD, DD                   | 80 | —  |
| "—" nem volt slágerlistás helyezett, vagy nem jelent meg az országban. |                                                                                             |    |    |

## Kislemezek

### Saját előadóként
| Cím                                                                   | Év   | Legmagasabb slágerlistás helyezések | Legmagasabb slágerlistás helyezések | Legmagasabb slágerlistás helyezések | Legmagasabb slágerlistás helyezések | Legmagasabb slágerlistás helyezések | Legmagasabb slágerlistás helyezések | Legmagasabb slágerlistás helyezések | Legmagasabb slágerlistás helyezések | Legmagasabb slágerlistás helyezések | Legmagasabb slágerlistás helyezések | Díjak         | Album                    |
| Cím                                                                   | Év   | AUS                                 | BEL                                 | FRA                                 | GER                                 | IRE                                 | ITA                                 | NED                                 | SPA                                 | SWE                                 | UK                                  | Díjak         | Album                    |
| --------------------------------------------------------------------- | ---- | ----------------------------------- | ----------------------------------- | ----------------------------------- | ----------------------------------- | ----------------------------------- | ----------------------------------- | ----------------------------------- | ----------------------------------- | ----------------------------------- | ----------------------------------- | ------------- | ------------------------ |
| "Love and Kisses"                                                     | 1990 | 4                                   | 48                                  | —                                   | —                                   | 22                                  | —                                   | —                                   | —                                   | —                                   | 8                                   | - ARIA: Arany | Dannii / Love and Kisses |
| "Success"                                                             | 1990 | 28                                  | 41                                  | —                                   | —                                   | 15                                  | —                                   | —                                   | —                                   | —                                   | 11                                  |               | Dannii / Love and Kisses |
| "I Don't Wanna Take This Pain"                                        | 1990 | 92                                  | —                                   | —                                   | —                                   | —                                   | —                                   | —                                   | —                                   | —                                   | 40                                  |               | Dannii / Love and Kisses |
| "Jump to the Beat"                                                    | 1991 | 48                                  | 44                                  | —                                   | —                                   | 5                                   | —                                   | —                                   | —                                   | —                                   | 8                                   |               | Dannii / Love and Kisses |
| "Baby Love"                                                           | 1991 | 26                                  | —                                   | —                                   | —                                   | 18                                  | —                                   | —                                   | —                                   | —                                   | 14                                  |               | Dannii / Love and Kisses |
| "Show You the Way to Go"                                              | 1992 | 104                                 | —                                   | —                                   | —                                   | —                                   | —                                   | —                                   | —                                   | —                                   | 30                                  |               | Get into You             |
| "Love's on Every Corner"                                              | 1992 | —                                   | —                                   | —                                   | —                                   | —                                   | —                                   | —                                   | —                                   | —                                   | 44                                  |               | Get into You             |
| "This Is It"                                                          | 1993 | 13                                  | —                                   | —                                   | —                                   | 17                                  | —                                   | —                                   | —                                   | —                                   | 10                                  | - ARIA: Arany | Get into You             |
| "This Is the Way"                                                     | 1993 | 45                                  | —                                   | —                                   | —                                   | —                                   | —                                   | —                                   | —                                   | —                                   | 27                                  |               | Get into You             |
| "Get into You"                                                        | 1994 | 79                                  | —                                   | —                                   | —                                   | —                                   | —                                   | —                                   | —                                   | —                                   | 36                                  |               | Get into You             |
| "All I Wanna Do"                                                      | 1997 | 11                                  | 20                                  | —                                   | —                                   | —                                   | —                                   | —                                   | —                                   | 48                                  | 4                                   | - ARIA: Arany | Girl                     |
| "Everything I Wanted"                                                 | 1997 | 44                                  | —                                   | —                                   | —                                   | —                                   | —                                   | —                                   | —                                   | —                                   | 15                                  |               | Girl                     |
| "Disremembrance"                                                      | 1998 | 53                                  | —                                   | —                                   | —                                   | —                                   | —                                   | —                                   | —                                   | —                                   | 21                                  |               | Girl                     |
| "Coconut"                                                             | 1998 | 62                                  | —                                   | —                                   | —                                   | —                                   | —                                   | —                                   | —                                   | —                                   | —                                   |               | Girl                     |
| "Everlasting Night"                                                   | 1999 | 42                                  | —                                   | —                                   | —                                   | —                                   | —                                   | —                                   | —                                   | —                                   | —                                   |               | Sablon:Non-album single  |
| "Put the Needle on It"                                                | 2002 | 11                                  | 29                                  | —                                   | 72                                  | 20                                  | —                                   | 30                                  | —                                   | —                                   | 7                                   | - ARIA: Arany | Neon Nights              |
| "I Begin to Wonder"                                                   | 2003 | 14                                  | 20                                  | 7                                   | 37                                  | 22                                  | 43                                  | 45                                  | —                                   | 20                                  | 2                                   | - ARIA: Arany | Neon Nights              |
| "Don't Wanna Lose This Feeling"                                       | 2003 | 22                                  | 39                                  | 40                                  | —                                   | 38                                  | —                                   | 66                                  | —                                   | —                                   | 5                                   |               | Neon Nights              |
| "You Won't Forget About Me" (versus Flower Power)                     | 2004 | 20                                  | 37                                  | 55                                  | —                                   | 22                                  | 12                                  | —                                   | 17                                  | —                                   | 7                                   |               | Club Disco               |
| "Perfection" (with Soul Seekerz)                                      | 2005 | 13                                  | 51                                  | —                                   | —                                   | 38                                  | —                                   | 28                                  | —                                   | —                                   | 11                                  |               | Club Disco               |
| "So Under Pressure"                                                   | 2006 | 16                                  | —                                   | —                                   | —                                   | 31                                  | —                                   | —                                   | —                                   | —                                   | 20                                  |               | Club Disco               |
| "I Can't Sleep at Night"                                              | 2007 | —                                   | —                                   | —                                   | —                                   | —                                   | —                                   | —                                   | —                                   | —                                   | —                                   |               | Club Disco               |
| "He's the Greatest Dancer"                                            | 2007 | 37                                  | —                                   | —                                   | —                                   | —                                   | —                                   | —                                   | 9                                   | —                                   | —                                   |               | Club Disco               |
| "Touch Me Like That" (versus Jason Nevins)                            | 2007 | —                                   | —                                   | —                                   | —                                   | —                                   | —                                   | —                                   | —                                   | —                                   | 48                                  |               | Club Disco               |
| "Summer of Love"                                                      | 2015 | —                                   | —                                   | —                                   | —                                   | —                                   | —                                   | —                                   | —                                   | —                                   | —                                   |               | Nem album dal            |
| "100 Degrees" (with Kylie Minogue)                                    | 2015 | —                                   | —                                   | —                                   | —                                   | —                                   | —                                   | —                                   | —                                   | —                                   | —                                   |               | Kylie Christmas          |
| "Holding On" (featuring Jason Heerah)                                 | 2017 | —                                   | —                                   | —                                   | —                                   | —                                   | —                                   | —                                   | —                                   | —                                   | —                                   |               | Nem album dal            |
| "Galaxy"                                                              | 2017 | —                                   | —                                   | —                                   | —                                   | —                                   | —                                   | —                                   | —                                   | —                                   | —                                   |               |                          |
| "All I Wanna Do 2020"                                                 | 2020 | —                                   | —                                   | —                                   | —                                   | —                                   | —                                   | —                                   | —                                   | —                                   | —                                   |               |                          |
| "We Could Be the One"                                                 | 2023 | —                                   | —                                   | —                                   | —                                   | —                                   | —                                   | —                                   | —                                   | —                                   | —                                   |               |                          |
| "Thinking Bout' Us" (with Autone)                                     | 2024 | —                                   | —                                   | —                                   | —                                   | —                                   | —                                   | —                                   | —                                   | —                                   | 24                                  |               |                          |
| "—" nem volt slágerlistás helyezés, vagy nem jelent meg az országban. |      |                                     |                                     |                                     |                                     |                                     |                                     |                                     |                                     |                                     |                                     |               |                          |

- Minogue kislemezeit csak 1991-ben adták ki az Egyesült Királyságban, az "I Don't Wanna Take This Pain" pedig az ötödik kislemez, nem pedig a harmadik (mint Ausztráliában).[35]

### Közreműködő előadóként
| "Rescue Me" (Eurogroove featuring Dannii Minogue)                     | 1995 | —  | —  | —  | —  | —  | —  | —  | —  | —  | — |  | Eurogroove #03 |
| "Boogie Woogie" (Eurogroove featuring Dannii Minogue)                 | 1995 | —  | —  | —  | —  | —  | —  | —  | —  | —  | — |  | Eurogroove #03 |
| "Who Do You Love Now?" (Riva featuring Dannii Minogue)                | 2001 | 15 | 10 | 13 | 14 | 14 | 20 | 26 | 35 | 25 | 3 |  | Neon Nights    |
| "—" nem jelent meg az országban, vagy nem volt slágerlistás helyezés. |      |    |    |    |    |    |    |    |    |    |   |  |                |

### Promóciós kislemezek
| Dal                                                 | Év   | Album          |
| --------------------------------------------------- | ---- | -------------- |
| "Come and Get It" (J.C.A. featuring Dannii Minogue) | 2004 | Neon Nights    |
| "Blame It on the Music" (Amyl Remix)                | 2023 | Neon Nights 20 |

## Egyéb megjelenések
| Cím                                   | Év   | Album                           | Megjegyzés                                                                    |
| ------------------------------------- | ---- | ------------------------------- | ----------------------------------------------------------------------------- |
| "Material Girl"                       | 1985 | Now and Then                    | Felvétel aYoung Talent Time műsorában.                                        |
| "The Final Countdown"                 | 1987 | Phenomenon                      | Felvétel aYoung Talent Time műsorában.                                        |
| "Let's Go"                            | 1987 | Phenomenon                      | Felvétel aYoung Talent Time műsorában.                                        |
| "The Gift of Christmas"               | 1995 | Nem jelent meg albumon          | Jótékonysági dal a ChildLine számára                                          |
| "Sex Dice"                            | 2004 | Nem jelent meg albumon          | Minogue háttérénekesként szerepelt Denise Lopez oldalán.                      |
| "Take Me Inside"                      | 2004 | Speck of Gold                   | Előadás az Afterlife-val                                                      |
| "Trip"                                | 2005 | Departure Lounge: World Grooves | Előadás a Thrillerrel                                                         |
| "I'll Be Home for Christmas"          | 2006 | The Spirit of Christmas 2006    | Csak az ausztráMyer üzletben volt elérhető.                                   |
| "The Winner Takes It All"             | 2008 | Beautiful People Soundtrack     | Közös előadás Kylie Minogue-val                                               |
| "More, More, More" (Winter Chill mix) | 2008 | Hed Kandi: The Mix 2009         | Egy másik remix jelent meg Hed Kandi: The Remix 2011 (2010). című kislemezén. |
| "Santa Claus Is Coming to Town"       | 2013 | The Spirit of Christmas 2013    | Közös előadás Ronan Keating-gel                                               |
| "That's How You Know"                 | 2014 | We Love Disney                  | A Disney album ausztrál művészeivel közösen                                   |
| "100 Degrees"                         | 2015 | Kylie Christmas                 | Közös előadás Kylie Minogue-val                                               |
| "Sorrento Moon (I Remember)"          | 2017 | Greatest Hits & Interpretations | Közös előadás Tina Arena-val.                                                 |

## Videográfia

### Video albumok
| Cím                                  | Album megjelenés                                                                            |
| ------------------------------------ | ------------------------------------------------------------------------------------------- |
| Love and Kisses: Video Collection    | - Megjelent: 1992. december 2. (UK) - Label: MCA (MCV#9009) - Formátum: VHS                 |
| Get into You: Video Collection       | - Megjelent: 1994. május 30. (UK) - Label: Mushroom (V#81512) - Formátum: VHS               |
| The Videos                           | - Megjelent: 1999 április (AUS) - Format: VHS                                               |
| The Hits & Beyond                    | - Megjelent: 2006. június 19. (UK) - Label: All Around the World (#9840362) - Formátum: DVD |
| Dannii Minogue: The Video Collection | - Megjelent: 2006. november 5. (UK) - Label: Rhino, Warner (#5051442456721) - Formátum: DVD |

### Videoklipek
| Cím                                                               | Év   | Rendező(k)                               |
| ----------------------------------------------------------------- | ---- | ---------------------------------------- |
| "Love and Kisses" (Australian and UK version)                     | 1990 | Paul Goldman                             |
| "Success" (Australian and UK version)                             | 1990 | Paul Goldman                             |
| "Jump to the Beat"                                                | 1991 | Paul Goldman                             |
| "Baby Love"                                                       | 1991 | Greg Masuak                              |
| "I Don't Wanna Take This Pain" (Australian (1990) and UK version) | 1991 | Paul Goldman                             |
| "Show You the Way to Go"                                          | 1992 | Liam Kan                                 |
| "Love's on Every Corner"                                          | 1992 | Zowie Broach                             |
| "This Is It"                                                      | 1993 | Willi Smax                               |
| "This is the Way"                                                 | 1993 | Willi Smax                               |
| "Get into You"                                                    | 1994 | Kirsten Leigh                            |
| "All I Wanna Do"                                                  | 1997 | Paul Morgans                             |
| "Everything I Wanted"                                             | 1997 | Steve Shaw                               |
| "Disremembrance"                                                  | 1998 | Joe Roman, Simon Cooper                  |
| "Everlasting Night"                                               | 1998 | Simon Smith, Dannii Minogue, Gary Leeson |
| "Put the Needle on It"                                            | 2002 | Mikka Lommi                              |
| "I Begin to Wonder"                                               | 2003 | Phil Griffin                             |
| "Don't Wanna Lose This Feeling"                                   | 2003 | Phil Griffin                             |
| "You Won't Forget About Me" (vs. Flower Power)                    | 2004 | Harvey & Carolyn                         |
| "Perfection" (and Soul Seekerz)                                   | 2005 | Rob Kaplan                               |
| "So Under Pressure"                                               | 2006 | Phil Griffin                             |
| "I Can't Sleep at Night"                                          | 2006 | Ulf Buddensieck                          |
| "Touch Me Like That" (vs. Jason Nevins)                           | 2007 | Andy Soup                                |
| "Galaxy"                                                          | 2017 | Nick W Lord                              |
| "Thinking ‘Bout Us"                                               | 2024 | Sean Higgins                             |

| Cím                                                    | Év   | Rendező(k)      |
| ------------------------------------------------------ | ---- | --------------- |
| "Rescue Me" (EuroGroove featuring Dannii Minogue)      | 1995 | Toshio Kitazumi |
| "Who Do You Love Now?" (Riva featuring Dannii Minogue) | 2001 | David Chaudoir  |